# North West Company
De North West Company was een handelscompagnie uit Montreal, Canada die in de bonthandel zat. Het bedrijf fuseerde in 1821 met de Hudson's Bay Company.

## Geschiedenis
De North West Company werd in 1783 opgericht en kende haar oorspronkelijke handelsgebied rondom Lake Superior en de valleien van de rivieren zoals de Saskatchewan. De handelsmaatschappij breidde steeds verder haar gebied uit en bestreek weldra het gebied tussen de Grote Oceaan en de Atlantische Oceaan. Ook stichtten ze handelsposten in de noordelijke staten van de Verenigde Staten, zoals Washington en Idaho.
De rivaliteit met de Hudson's Bay Company nam omstreeks 1811-12 toe toen deze maatschappij de Red River Kolonie stichtte. Dit leidde tot de Pemmikanoorlog waarbij de North West Company de Red River Kolonie uitmoordde in de Slag bij Seven Oaks. Uiteindelijk werden de twee bedrijven door de Britse overheid gedwongen om te fuseren in 1821 en verder te gaan onder de naam van de Hudson's Bay Company.